# Monal-de-cauda-ruiva

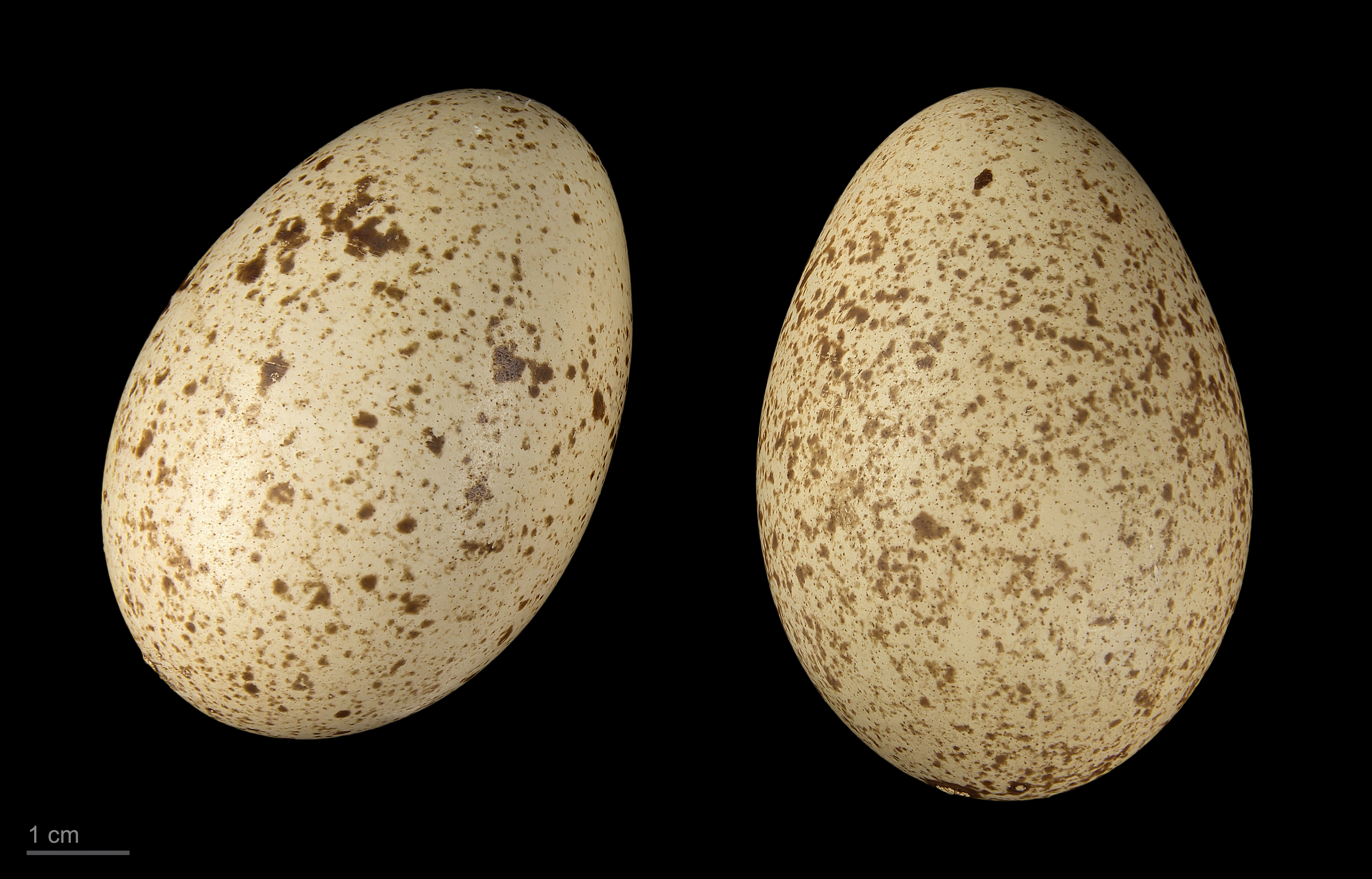
Lophophorus impejanus - MHNT

Monal-de-cauda-ruiva ou monal-do-himalaia (Lophophorus impejanus), também conhecido pelos nomes de faisão-do-nepal, faisão-resplandecente, monal-dos-himalaias, monal-himalaio ou simplesmente monal, é uma ave galiforme da família Phasianidae. É considerada a ave-símbolo do Nepal.

## Caracterização
O faisão-do-nepal mede aproximadamente 70 cm de comprimento e seu peso varia entre 1,9 e 2,3 kg nos machos e 1,8 e 2,1 kg nas fêmeas. Apresenta acentuado dimorfismo sexual: os machos adultos possuem uma grande crista verde-metálica e a plumagem do corpo é totalmente multicolorida, enquanto as fêmeas são castanho-escuras, com plumagem branca no pescoço e coberteiras superiores da cauda, além de possuirem uma coloração azulada na região periocular.

## Distribuição e habitat
Ocorre do leste do Afeganistão até a região do Himalaia, incluindo a região da Caxemira, no norte do Paquistão, índia (estados de Himachal Pradesh, Uttarakhand, Sikkim e Arunachal Pradesh), Nepal, sul do Tibete e Butão. Há registros de sua ocorrência em Myanmare em Portugal
Ocupa a região superior das florestas temperadas de coníferas, em rochedos e campinas altas entre 2.400 e 4.500 metros de altitude. Possuem notável migração em relação à altitude, procurando regiões abaixo dos 2.000m durante o inverno.

## Alimentação
Alimentam-se de raízes, tubérculos e algumas plantas, além de invertebrados. Possuem tolerância à neve, sendo observados escavando nela para procurar alimento.